# Эннабл, Грэм
Грэм Э́ннабл (англ. Graham Annable; род. 1 июня 1970 года, Су-Сент-Мари, Онтарио, Канада) — американский художник и аниматор.

## Биография
Окончил Колледж Шеридана в Онтарио. С 1994 года в течение десяти лет работал в компании LucasArts аниматором и ведущим аниматором. Занимался иллюстрацией комиксов и мультипликацией для различных студий, в частности, Nickelodeon и Walt Disney. В 2005 году присоединился к компании Telltale Games, где около года работал творческим директором. После ухода из Telltale Games продолжал поддерживать тесные отношения и сотрудничество с компанией.
В феврале 2013 года начал работу над полнометражным мультипликационным фильмом «Семейка монстров» в качестве режиссёра.